# Камерунска паракнерия
Камерунските паракнерии (Parakneria cameronensis) са вид актиноптери от семейство Kneriidae.
Те са незастрашен вид.
Таксонът е описан за пръв път от Жорж Албер Буланже през 1909 година.